# Afloriment

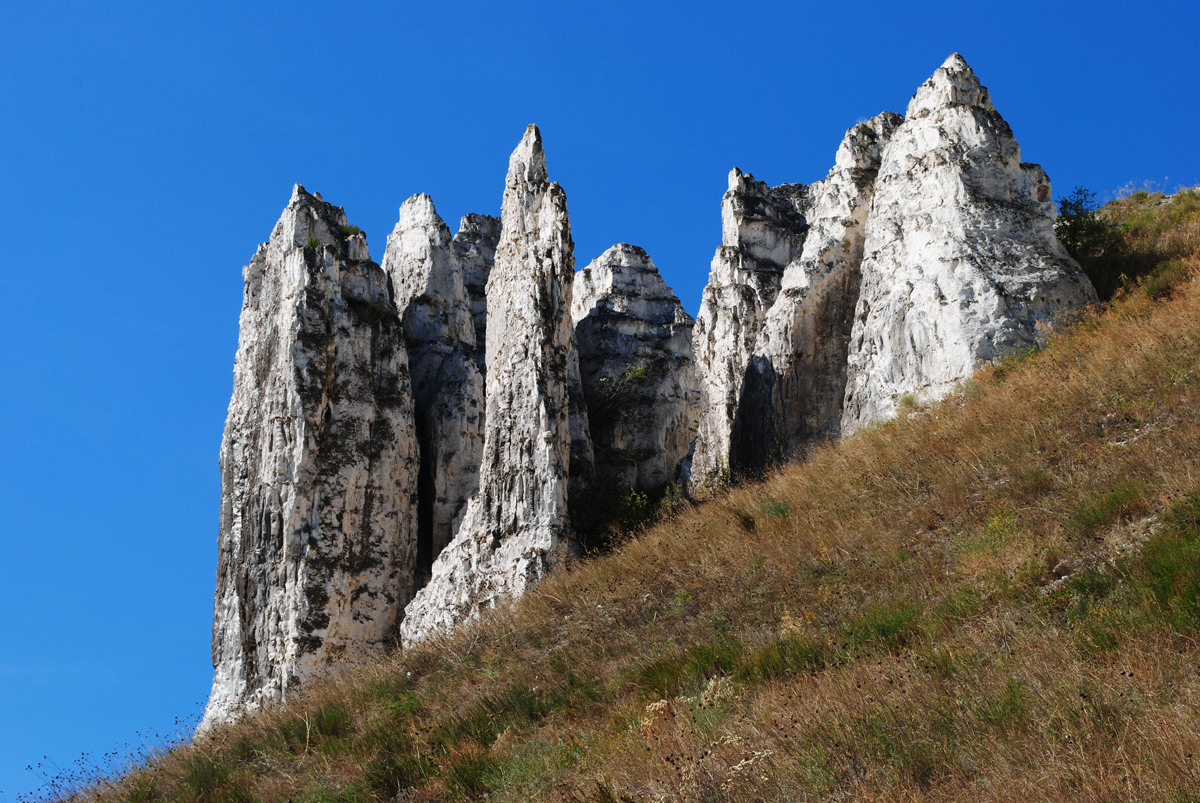
Afloriment cretacic în apropierea satului Belokuzminovka din regiunea Donețk. Constă din cretă și s-a format în perioada cretacică din era mezozoică (cu 90 de milioane de ani în urmă) din organisme marine mici, cu schelet calcaros.

Aflorimentul sau deschiderea geologică,  deschiderea de strat este un loc, în special în lungul văilor, unde apar la suprafața scoarței terestre rocile sau mineralele unui zăcământ din subsol, fie în mod natural (ca urmare a eroziunii exercitate de apele curgătoare sau mișcărilor tectonice), fie artificial (datorită descoperirii lor întâmplătoare făcute de om cu ocazia excavațiilor executate la drumuri în debleu, la tuneluri, în carieră etc.)   
În aflorimente, specialiștii au posibilitatea să observe și să descrie caracterele rocilor, să culeagă probe și resturi organice, să măsoare direcția și înclinarea stratelor.